# Khadija Stibchar
Khadija Stibchar, née le  7 novembre 1980 à Vuren (Pays-Bas), est une actrice néerlandaise d'origine marocaine.

## Biographie

### Jeunesse et débuts
Natif des Pays-Bas, Khadija Stibchar se lance dans le cinéma, prenant part à des séries telles que Shouf Shouf! ou encore Spangas.

## Filmographie

### Cinéma
- 2005 : Allerzielen : ?
- 2012 : Doodslag : Mère de Mo
- 2016 : De Held : Muna

### Séries télévisées
- 2007 : Shouf shouf! : Mère de Karim
- 2007 : Spangas : Jamila Gharbi
- 2012 : Van God Los : Fatma Eski
- 2013 : Aaf : Yasmine